# Leptochiton tenuis
Leptochiton tenuis är en blötdjursart som beskrevs av Kaas 1979. Leptochiton tenuis ingår i släktet Leptochiton och familjen Leptochitonidae.
Artens utbredningsområde är Biscayabukten. Inga underarter finns listade i Catalogue of Life.